# ミオパチー

## 定義
ミオパチー（ラテン語・英語・Myopathy）：筋疾患とは、骨格筋障害であり、その原因が筋自体にあって神経性でないものの総称である。

## 分類
筋そのものに異常がある場合と、神経筋接合部（神経筋接合部疾患）に異常がある場合に大別される。

## 主な筋疾患
筋そのものの異常であっても、筋細胞の異常、エネルギー代謝異常（先天性・後天性）、炎症性に細別できる。

### 筋細胞の異常によるもの

#### 筋ジストロフィー（Muscular Dystrophy）
a)デュシェンヌ型筋ジストロフィー
b)ベッカー型筋ジストロフィー
c)肢帯型筋ジストロフィー
d)顔面肩甲上腕型筋ジストロフィー
e)眼筋咽頭型筋ジストロフィー
f)エメリー・ドレフュス型筋ジストロフィー
g)先天性筋ジストロフィー
h)遠位型筋ジストロフィー（遠位型ミオパチー）
i)筋強直性ジストロフィー

#### 遠位型ミオパチー（Distal Myopathies）
a) 縁取り空胞型遠位型ミオパチー
b) 三好型遠位型ミオパチー
c) 眼咽頭型遠位型ミオパチー
d) Welander型遠位型ミオパチー

#### 先天性ミオパチー（Congenital Myopathies）
a) ネマリンミオパチー
b) ミオチューブラーミオパチー
c) 還元小体ミオパチー
d) セントラルコア病
e) 先天性筋線維タイプ不均等症

### エネルギー代謝の異常によるもの（先天性）

#### 糖原病（Glycogenoses）
a) 糖原病II型（ポンペ病）
b) 糖原病III型（フォーブス病）

c) 糖原病V型（マッカードル病）

d) 糖原病VII型（垂井病）

### エネルギー代謝の異常によるもの（後天性）

#### 甲状腺中毒性ミオパチー（Thyrotoxic Myopathy）
a) 甲状腺中毒性四肢麻痺
b) 甲状腺中毒性周期性四肢麻痺
c) 甲状腺機能低下ミオパチー

### 炎症性のもの
炎症性ミオパチー（Inflammatory Myopathies）
a) 封入体筋炎
b) 皮膚筋炎
c) 多発筋炎
d) サルコイドミオパチー

## 主な神経筋接合部疾患
重力筋無力症（Myasthenia Gravis）
Lambert-Eaton症候群

## ミオパチーの所見
ミオパチーにはいくつかの特徴的な所見が知られている。

### 問診
病歴ではADL障害、学校体育の状況、健康診断での異常、家族歴、既往歴などに特徴がある。しばしば脳神経麻痺を伴う疾患もあるので下記以外も問診することが必要である。
ADL障害
主に近位筋や体幹筋の筋力低下、眼球運動障害や嚥下障害に関して聴取する。
- 階段昇降が難しい。
- 歩いていて腰が落ち着かない。
- 低い椅子やトイレから立ち上がれない。
- ドライヤーで十分に髪を乾かせない。
- 髪をとかしにくい。
- 重いものを持ち上げにくい。
- 洗濯物を干しにくい
- 寝ている時に頭が持ち上げられない。
- つり革を握った手がパッと離せない。
- ものが二重にみえる。
- 飲み込みにムセが生じてしづらい。
- 話すと声が鼻にぬける。

学校体育での状況
発症時期を特定するのには体育の状況の聴取が重要である。特に以下の病歴が参考になる。
- 徒競走が飛び抜けて遅かった。
- 逆上がりができなかった。
- 跳び箱が飛べなかった。
- 運動後筋痛が長く続いた。

健康診断の異常
- 肝機能障害
- 心筋症や不整脈の指摘

家族歴
- 若い頃から杖を用いて歩いている親戚がいる。
- 若い頃から車椅子を用いている親戚がいる。
- 血族婚がある。

既往歴
不整脈、心筋症、てんかん、膠原病、網膜症、低身長、難聴など筋疾患では多様な既往歴をもつものがいる。

### 身体所見
徒手筋力検査

筋萎縮、筋肥大
肩関節を外転し外方挙上位や前方挙上位によって僧帽筋の評価ができる。僧帽筋や翼状肩甲を確認することで顔面肩甲上腕型ジストロフィーなどの肩甲帯をおかす疾患の評価がしやすくなる。側頭筋萎縮は特徴的なミオパチー顔貌をしめす。下腿の仮性肥大などにも注意をはらう。
歩行
動揺性歩行は筋疾患でみられる代表的な歩行異常である。腰帯筋筋力低下によって起こる歩行異常である。つま先歩きの障害は脛骨神経麻痺などの他に遠位型ミオパチーのひとつの三好型ミオパチーによる腓腹筋障害の可能性がある。また、踵歩きができない場合は遠位型ミオパチーの縁取り空胞を伴う遠位型ミオパチーによる前脛骨筋槽外の可能性がある。
しゃがみ立ち
登攀性起立やガワーズ徴候が知られる。
ミオトニア
筋肉の打診で叩打性ミオトニアや把握性ミオトニアが有名である。弛緩させた骨格筋を叩打すると数秒にわたり筋の一部の膨隆が観察されるこれを筋膨隆現象(mounding phenomenon)と呼ばれ甲状腺機能低下症で見られる。
筋把握痛
筋炎など演奏性筋疾患では筋把握痛が認められる。
眼瞼下垂
眼瞼下垂は動眼神経麻痺による眼瞼挙筋麻痺で生じることが多いが筋疾患でも起こることがある。上眼瞼の下端が瞳孔上縁にかかるかどうかがポイントとなる。外眼筋麻痺もミトコンドリア病、眼咽頭型筋ジストロフィー、外眼筋炎、甲状腺眼症などの筋疾患が鑑別にあがってくる。
眼輪筋、口輪筋
眼輪筋、口輪筋麻痺は顔面神経麻痺のほか、顔面肩甲上腕型筋ジストロフィーをはじめ多くのミオパチーで認められる。
脊椎の屈曲制限
坐位や立位で首の前屈や体幹の前屈の屈曲制限がある場合がある。rigid-spine症候群(強直性脊椎症候群)といわれる。

### 検査所見
血清クレアチンキナーゼ

筋疾患と心疾患の鑑別のためしばしばアイソザイムの分析が行われる。CK-MBでも骨格筋由来が正常でも5％程度認められる、骨格筋は筋再生時にはCK-MBが産出されることが知られている。この場合はトロボニンTなども同様に産出される。特に皮膚筋炎、多発性筋炎の活動期にはCKの25％がCK-MBとなることもある。上記疾患の合併症に心筋炎が認められることもあるため心臓超音波検査の併用が必要である。
ミオグロビン尿
ミオグロビン尿は潜血が強陽性でありながら沈渣で赤血球の増加がない点が特徴である。ヘモグロビン尿とはハプトグロブリンが低下していない点、筋痛、筋力低下などの筋症状を合併していることで判断できる。
| 診断           | 尿潜血反応 | 尿沈渣     | 血液生化学                                   |
| -------------- | ---------- | ---------- | -------------------------------------------- |
| 血尿           | 陽性       | 赤血球増加 |                                              |
| ミオグロビン尿 | 陽性       | 正常       | ハプトグロブリン正常、CK上昇                 |
| ヘモグロビン尿 | 陽性       | 正常       | ハプトグロブリン低下、ビリルビン上昇、CK正常 |
| ボルフィリン尿 | 陰性       | 正常       |                                              |
MRI

筋電図

筋病理

## ミオパチーの臨床像
筋力低下のパターンには間欠性と持続性の2種類がある。間欠性筋力低下では筋無力症、周期性四肢麻痺、高カリウム血症、先天性パラミオトニア、解糖系の代謝エネルギー欠乏（糖原病の一部）、脂肪酸代謝異常（カルニチンパルミトイルトランスフェラーゼ欠損）、ある種のミトコンドリアミオパチーで認められる。筋型糖原病である糖原病V型（McArdle病）、VII型（Tarui病）では労作時筋痛、筋硬直を示し高CK血症とミオグロビン尿を認めるのが特徴である。
筋ジストロフィの各病型、多発筋炎および皮膚筋炎のほとんど筋障害では持続性の筋力低下を示す。通常は腱反射や感覚は保たれる。近位筋が遠位筋よりも強く対称性に障害され、顔面筋は障害されない肢体（limb-girdle）型の筋力低下を起こすことが多い。これ以外の筋力低下の分布を示す場合は鑑別診断はもっと絞り込むことができる。顔面の筋力低下（閉眼困難、笑顔がつくれない）と翼状肩甲は顔面肩甲上腕型ジストロフィーに特徴的な所見である。顔面の筋力低下や把握性ミオトニアを伴う遠位筋優位の筋力低下は筋強直性ジストロフィーI型に特徴的な所見である。眼瞼下垂や外眼筋の筋力低下を起こすような脳神経障害をみた場合、脳神経接合部疾患、眼咽頭筋ジストロフィー、ミトコンドリアミオパチー、先天性ミオパチーなどを考慮する。封入体筋炎では手首と手指の屈曲を行う前腕屈筋群や大腿四頭筋の萎縮と筋力低下がしばしば非対称性に起こる。四肢遠位筋優位の筋力低下では遠位型ミオパチーが知られている。頸部伸筋の筋力低下を示唆する首下がり症候群（drop head syndrome）は頻度は少ないが診断学的に重要な徴候である。この分布と関連した最も重要な神経筋疾患には重症筋無力症、筋萎縮性側索硬化症、遅発性ネマリンミオパチー、副甲状腺機能亢進症、限局性筋炎、ある種の封入体筋炎である。筋力低下の分布に関しては機能障害を疑うエピソードから調べていくことが重要である。
| 機能障害                                                               | 筋力低下                                   |
| ---------------------------------------------------------------------- | ------------------------------------------ |
| 眼を強く閉じることができない                                           | 上顔面筋                                   |
| 唇を尖らすことができない                                               | 下顔面筋                                   |
| 腹臥位で頭を持ち上げることができない                                   | 頸部伸筋                                   |
| 仰臥位で頭を持ち上げることができない                                   | 頸部屈筋                                   |
| 腕を頭上に持ち上げることができない                                     | 上肢近位筋（肩甲骨固定筋のみの場合もある） |
| 膝を過伸展（反跳膝）させずに歩くことができない                         | 膝の伸筋                                   |
| 踵を床につけて歩くことができない（つま先歩行）                         | アキレス腱の短縮                           |
| 足を持ち上げて歩くことができない（鶏歩または下垂足）                   | 下腿の前区間                               |
| よたつかずに歩くことができない（動揺性歩行）                           | 殿筋                                       |
| 下肢に手をあて、よじ登ろうとしないと床から起き上がれない（Gowers徴候） | 殿筋、大腿筋、体幹筋                       |
| 腕を使わないと椅子から立ち上がれない                                   | 殿筋                                       |

## 代表疾患

### 内科疾患に伴うミオパチー
甲状腺機能亢進症を伴う低カリウム血性周期性四肢麻痺
周期性四肢麻痺は発作性に四肢に弛緩性麻痺を生じる症候群である。発作時のカリウムの値と遺伝性の有無によって疾患は分類される。日本人を含む東洋人では甲状腺機能亢進症を伴う低カリウム血性周期性四肢麻痺が頻度としては多い。年齢、性別、症状、発症時刻、発症持続時間、誘発要因、検査データに特徴があり、熟練すれば問診でほとんど診断ができる。この疾患は圧倒的に男性が多い。10〜20歳代の若年男性に起こり、30歳以降になると発作は減少する。症状では両下肢の弛緩性麻痺で発症し数時間かけて上肢へと進展するが、脳神経の障害や呼吸筋麻痺になることはほとんど無い。早朝、起床時などから脱力が生じることが多く、数時間で回復することが多く、長くても2〜3日で回復する。大量炭水化物の摂取や過激な運動が誘発要因として知られている。低カリウム血症、甲状腺ホルモン亢進症、血清CK値は多くの場合は正常、心電図異常が低カリウム血症にて認められる。周期性四肢麻痺の発作時の治療は血清K値により異なる。低カリウム血症時には低クロール血症を合併していることが多く、塩化カリウムを使用することが多い。カリウムの補充は原則は経口摂取KCLを2〜10gを10〜25％になるように水で溶かして投与する。通常はこれで1時間以内に回復する。KCL4～5gの経口投与を推奨する教科書もある。点滴で補充する場合は濃度を40mEq/l以下、速度を20mEq/l以下、1日量を100mEq以下になるように投与する。アシドーシスの合併時は有機酸カリウム（グルコン酸カリウムやLアスパラギン酸カリウム）を使用することがある。発作の予防としては原疾患の治療や血清K濃度に影響のある薬物の中止が第一である。発作中の血清K濃度によらず炭酸脱水素酵素（ダイアモックス）150〜250mg/dayは発作予防効果がある。低カリウム血性周期性四肢麻痺ではスピロノラクトン50mg/dayやKCl(スローケーなど)も有効である。
低カリウム血性周期性四肢麻痺
電位依存性カルシウムチャネルCACNL1A3遺伝子の変異が原因である。遺伝形式は常染色体優性遺伝形式をとるが患者は男性が多い。女性の浸透率が低く、症状が見られても軽い。臨床症状は甲状腺機能亢進症を伴う低カリウム血性周期性四肢麻痺と非常に似ている。発症年齢は10歳前後であり30歳代になると発作の頻度は減少していく。
高カリウム血性周期性四肢麻痺
電位依存性ナトリウムチャネルSCN4A遺伝子の変異が原因である。遺伝形式は常染色体優性遺伝形式であり女性の場合も浸透率は高く、男女間に差は見られない。10歳代での発症が多く、早朝に15分から1時間持続する発作であることが多く、その重症度は多様である。カリウム負荷、寒冷、ストレス、妊娠などが発作を誘発する。激しい運動の後に休んでいると異常感覚を伴って生じることが多く、軽い運動を持続させると発作を防げることもある。ミオトニーやパラミオトニーを伴う家系もある。高カリウム血性の周期性四肢麻痺にはグルコン酸カルシウム（カルチコール）の静脈注射（0.5gから2.5g）を行う。発作の予防ではまずは疲労や寒冷曝露を避ける事である。低カリウム血性周期性四肢麻痺と同様に炭酸脱水素酵素（ダイアモックス）150〜250mg/dayは発作予防効果がある。他にはヒドロクロロチアジド（ダイクロトライド）25mg/dayやフルドロコルチゾン酢酸エステル（フロリネフ）0.1mg/dayも有効である。高カリウム性周期性四肢麻痺、パラミオトニーでは麻酔後に麻痺が持続したり、悪性高熱との関連が示唆されている。麻酔後の麻痺に関しては術中の血性カリウム濃度や術中体温を保つことで予防できる可能性がある。
正カリウム性周期性四肢麻痺
本質的には高カリウム血性周期性四肢麻痺と同じである。発作時には塩化ナトリウムの経口摂取を行う。予防には炭酸脱水素酵素（ダイアモックス）150〜250mg/dayやフルドロコルチゾン酢酸エステル（フロリネフ）0.1mg/dayが用いられることが多い。
低カリウム血症性ミオパチー
低カリウム性周期性四肢麻痺と鑑別が必要となる。カリウムの補正をしても数時間以内に回復せず数日から数週間症状が持続すること、CKが著明に増加することで鑑別する。
甲状腺機能低下症によるミオパチー
近位筋の筋力低下、筋易疲労性、有痛性筋痙攣、筋痛などの症状が知られている。高CK血症を伴うが筋病理では壊死、再生がほとんど見られない。そのため膜透過性亢進が高CK血症の原因と考えられている。
甲状腺機能亢進症によるミオパチー
近位筋の筋力低下と筋萎縮が見られるが血性CK値は正常から軽度の上昇程度である。
甲状腺性眼症
甲状腺刺激ホルモン受容体抗体（TSAb）による自己免疫異常にて眼窩に炎症性病変が生じる。眼球突出と眼球運動制限が強く複視を訴える。MRIでは眼筋の肥大が確認できる。本症は甲状腺ホルモンが原因ではなくTSAbが原因であるため、甲状腺ホルモンが低値でも起こりえる。喫煙が増悪因子として知られている。治療としては抗炎症作用を期待してステロイド投与や放射線の局所照射などが知られている。
副腎機能亢進症とステロイドミオパチー
内因性ステロイドが原因である場合は近位筋優位の筋力低下や易疲労性が生じる。ステロイドミオパチーは開始後直ちに発症することはなく、継続的に3ヶ月以上使用したところで支帯部の筋力低下で始まり、上肢近位筋や頸筋の筋力低下へと緩徐に広がっていく。骨格筋の異化亢進で筋萎縮も認められる。ステロイド使用患者の60％に生じるとされており、特にデキサメサゾンのようなフッ化ステロイドでたびたび起こる。尿中へのクレアチン排出量が増加すると言われている。実験的にはアンドロゲンの使用やインスリン様成長因子（IGF-1）の使用が考慮されているが原則としては原因薬剤の減量と中止である。

### 横紋筋融解症
横紋筋融解症は骨格筋の障害によりミオグロビン、クレアチンキナーゼ、カリウムなど細胞内成分が大量に血中に放出される症候群である。外傷性、労作性、薬剤性、感染性、代謝性などに分類される。横紋筋融解症は一般的に数日の経過で筋肉痛、圧痛、脱力感、倦怠感が出現し、ミオグロビン尿症をうったえるのが典型的である。しかし筋肉痛を訴えないもの激しい疼痛を訴えるなど様々である。重症例では発熱、頻脈、嘔気、腹痛を認める。薬物や毒素、電解質異常の場合は精神症状の変化を伴うものもある。薬剤が原因の悪性症候群は横紋筋融解症と関連する。臨床的には急速に進行する筋肉痛、脱力、高CK血症とともに褐色尿が伴えば横紋筋融解症を疑う。血中CK値は軽度から10000IU/ml以上に及ぶものまである。臨床的には50000IU/ml以上が異常値持続が腎不全の危険因子である。血性CK値が10000IU/ml以上では補液を積極的に行い、早期に水分を摂取すれば多くの場合はミオグロビンは腎臓から急速に排泄される。筋壊死が明らかに高度の場合は一般に重篤な熱傷患者と同程度に水分量を必要とし大量補液で循環動態の安定化を図る。

### 薬剤性ミオパチー
薬剤性ミオパチーは筋疾患を有さない患者が何らかの治療薬を常用量使用された際に亜急性、まれに急性に筋力低下、易疲労感、筋痛、高CK血症、ミオグロビン尿などミオパチーの症候を呈する状態である。病理学的には壊死性ミオパチー、炎症性ミオパチー、Thick-filament（ミオシン）消失性ミオパチー、タイプII線維萎縮、ミトコンドリア障害性ミオパチー、ライソゾーム蓄積ミオパチー、微小管障害性ミオパチー、筋原線維ミオパチー、筋膜炎に分類される。

### 筋ジストロフィー
かつては遺伝性ミオパチーという疾患分類の中に筋ジストロフィー、先天性ミオパチー、代謝性ミオパチーの3つの疾患が含まれていた。分子解析が進むにつれこれらの古典的分類は意味を持たなくなってきた。筋ジストロフィーとは骨格筋の変性、壊死を主病変とし、臨床的には進行性の筋力低下をみる遺伝性の疾患である。X連鎖劣性遺伝のデュシェンヌ型筋ジストロフィー、ベッカー型筋ジストロフィー、エメリ・ドレフェス型筋ジストロフィー、常染色体劣性遺伝の先天性筋ジスストロフィー（福山型先天性筋ジストロフィー症など）、遠位型筋ジストロフィー（三好型筋ジストロフィー）、常染色体劣性遺伝では顔面肩甲上腕型筋ジストロフィーが知られている。また、肢体型筋ジストロフィー（limb-girdle muscular dystorophy：LGMD）は常染色体優性遺伝のLGMD1と常染色体劣性遺伝のLGMD2がある。

#### デュシェンヌ型筋ジストロフィー
デュシェンヌ型筋ジストロフィーは筋ジストロフィーの中で最も頻度が高い。男児10万出生あたり13〜33人、人口10万人あたり1.9〜3.4人程度である。ジストロフィン遺伝子の欠失と重複の結果、ジストロフィンがほとんど作られない（多くはout-of-frame）のが原因である。MLPA法で遺伝子診断を行うことが多い。MLPA法で遺伝子変異が陰性の場合（およそ30％）は筋生検とジストロフィン染色で診断後、mRNAのRT-PCR法による微小変異の検出や染色体解析などを行い遺伝子診断を行っている。
1歳までの乳児期は通常は異常がない。例外的に、乳児期に発育、発達の遅れをみるものもいる。処女歩行が1歳6ヶ月を過ぎるものが30〜50％いる。多くは3〜5歳頃、転びやすい、走れない、階段を昇れないなど、歩行に関する異常で発症する。ステロイド治療しなければ10歳前後で歩行不能となる。軽度から中等度の知能障害があることが稀ではなく平均IQが80前後である。
骨格筋は病初期から筋線維の大小不同が目立ち、筋線維は円形化し、比較的早期より間質の結合織が増加する。病理学的な変化は乳児期から認められる。特異的な所見ではないがopaque線維が認められる。筋線維が変性・壊死にいたる過程は次のように説明されている。ジストロフィンの欠損に起因する膜の異常があり、細胞外液が細胞内に流入する。外液内には高濃度のカルシウムが存在するので、それが筋細胞内に入ることで筋細胞が過収縮をおこす。これがopaque線維である。高濃度のCaの存在下で活性化される酵素、たとえばカルパインなどが活性化され自己消化をおこし、筋は崩壊し、貪食細胞の侵入を許すと考えられている。ジストロフィン染色では筋形質膜浅色性は消失している（まれに少数の陽性線維は認めうる）。
有効性が確認されている治療はステロイド療法、呼吸器・循環器系の管理と治療、整形外科、理学療法管理などがある。新規治療法としてエクソン・スキップ療法、リード・スルー療法、マイオスタチン発現抑制療法が知られている。エクソン・スキップ療法はアンチセンスを利用してジストロフィンをデュシェンヌ型からベッカー型にかえる治療である。心不全に対しては症状が出現する前からACE阻害薬の投与が推奨されている。

#### ベッカー型筋ジストロフィー
ベッカー型筋ジストロフィーはX連鎖劣性遺伝をとり、ジストロフィン遺伝子に変異があるがデュシェンヌ型筋ジストロフィーに比較して症状が軽く、13〜15歳を過ぎても歩行が可能であるものをいう。ベッカー型筋ジストロフィーの中には四肢筋の筋力低下に比較して早期から心不全を示す例が報告されており、心機能の定期観察が必要である。

#### 先天性筋ジストロフィー
筋ジストロフィーの中で1歳未満すなわち、乳児期より発症するものを先天性筋ジストロフィーという。ふるくは乳児期に死に至るような重症型、ほとんど進行しない軽症型に分類していたが両者間の移行型が多くこのような分類は用いなくなった。日本では福山型先天性筋ジストロフィーと非福山型筋ジストロフィーに二大別されている。非福山型ではさらにメロシン欠損型、メロシン陽性型に分けられる。そのたUllrich型先天性筋ジストロフィーなどいくつかの型も知られている。
福山型先天性筋ジストロフィー
福山型先天性筋ジストロフィーは日本においてはデュシェンヌ型筋ジストロフィーについで多い筋ジストロフィーである。日本に特有の常染色体劣性の遺伝性筋疾患であり乳幼児早期に発症し、筋、脳、眼に特異的な症状をきたす。日本人の約90人に1人が保因者であり、有病率は10万人あたり2.9人、日本に1,000〜2,000人の患者がいる。遺伝子変異の大半は3kbのレトロトランスポゾンの挿入であり遺伝子産物はフクチンと命名されている。フクチンはαジストログリカンの糖鎖転移酵素ではないかと考えられているが未知の点が多い。遺伝子変異によりスプライシング異常が起こり、フクチン蛋白が機能しなくなり糖鎖修飾障害がおこると考えられている。類縁疾患にmuscle-eye-brain病、Walker-Warburg症候群が知られている。これらの類縁疾患と合わせてαジストログルカノパチーと総称される。
臨床的な特徴としては新生児期あるいは乳児早期より近位筋優位の筋力、筋緊張の低下があり、発育、発達の遅れが著明である。中枢神経障害が必発する。中等度から高度の精神遅滞を認め、有熱性あるいは無熱性の痙攣をしばしば伴う。家族は四肢の動きが少ないこと、フロッピーインファント、発達の遅れで気がつくことが多い。頭部MRIでは大脳白質の髄鞘化遅延、多小脳回、脳室拡大、小脳の小嚢胞などの所見が認められる。筋病理では筋肉の壊死・再生像が認められる。
メロシン欠損型先天性筋ジストロフィー
非福山型先天性筋ジストロフィーである。欧米ではメロシン欠損型とメロシン陽性型がほぼ同数報告されているが日本ではメロシン欠損型先天性筋ジストロフィーは稀である。基底膜蛋白であるラミニンα2鎖（ラミニン2あるいは広くメロシンと呼ばれる）の欠損したものである。臨床症状は福山型先天性筋ジストロフィーの臨床像に似る。しかし一部の例外を除き中枢神経症状はない。乳児期から発育、発達は遅れており、フロッピーインファントである。坐位までは獲得できる例がおおいが歩行獲得は少ない。頭部MRIでは白質ジストロフィー様の変化があり髄鞘形成の所見に乏しい。
メロシン陽性型先天性筋ジストロフィー
症例の臨床像、病理像の差が大きい。
ウールリッヒ型先天性筋ジストロフィー
ウールリッヒ（Ullrich）型先天性筋ジストロフィーは出生時からの筋力低下、筋萎縮、近位関節の拘縮と遠位関節の過伸展を特徴とする疾患である。6型コラーゲン遺伝子の異常が原因とされている。両親には症状はない。常染色体優性遺伝のベスレムミオパチーも6型コラーゲン遺伝子の異常である。ベスレムミオパチーは先天性筋ジストロフィーではなく、幼少時から成人にかけて、関節拘縮を伴い緩徐に進行する近位筋優位の筋力低下と筋萎縮を起こす。

#### 肢体型筋ジストロフィー
肢体型筋ジストロフィー（limb-girdle muscular dystorophy：LGMD）症候群は複数の疾患からなる。男性も女性も罹患し10歳に近づく頃から30歳代までに発症する。肢体型筋ジストロフィーは典型的には腰帯筋および上肢帯筋の進行性の筋力低下を示す。横隔膜の筋力低下により呼吸不全を起こすことがあり、心筋症がみられることもある。肢体型筋ジストロフィーは系統的に分類されており常染色体優性遺伝のLGMD1と常染色体劣性遺伝のLGMD2に大きく2つに分けられる。それぞれの疾患は染色体上の連鎖が発見された順番を表すアルファベットを与えられている、2013年現在8つのLGMD1と19のLGMD2が知られている。LGMDの中でLGMD1が占める割合は5％程度である。
LGMD1B ラミノパチー
常染色体優性遺伝である。核膜の内膜にある蛋白であるラミンA/CをコードするLMNA遺伝子の変異である。核膜蛋白の変異であるエメリ・ドレフェス型筋ジストロフィーと臨床症状の共通点が多い。乳児期から発症し、先天性筋ジストロフィーや乳児筋炎と診断されるような重症型から成人発症まで幅がある。乳幼児期発症例では、発達の遅れ、全身の筋力・筋緊張の低下があり、頚筋の筋力低下がめだち、首たれ状態を示す。典型例ではエメリ・ドレフェス型筋ジストロフィーと臨床症状がよく似ていて、小児期発症の軽度筋力低下、早期からアキレス腱短縮による尖足、肘関節の拘縮、強直性脊椎症候群をみる。早期からの肘関節の拘縮が比較的特異的である。心伝導障害を高率に認め、突然死に至ることもある。乳幼児期発症例では炎症細胞浸潤が強く、乳児筋炎と診断された結果ステロイド投与されることがある。ステロイド投与はラミノパチーでも有効であり、筋力の改善をみることもある。筋病理は筋線維の大小不同と結合組織の増生が認められる。ラミノパチーは顔面肩甲上腕型筋ジストロフィー、ジスフェルリノパチーとともに強い細胞浸潤を示すことがある。
LGMD2A カルパイン3欠損症
常染色体劣性遺伝である。カルパイン3欠損症は日本の肢体型筋ジストロフィーの約30％を占める推定されている。デュシェンヌ型筋ジストロフィーと比較すると進行が緩徐であり心筋は障害されない。カルパインはCaイオンの存在下で活性化される中性プロテアーゼであるがカルパイン3の機能は不明な点が多い。
LGMD2B ジスフェルリノパチー
常染色体劣性遺伝である。三好型筋ジストロフィーと同様にジスフェルリンの変異が原因である。同一家系でもLGMD2Bと三好型筋ジストロフィーと表現型が異なることもある。LGMD2Bでは10歳代後半から若年成人期に下肢の筋力低下で発症することが多い。ジスフェルリノパチーは顔面肩甲上腕型筋ジストロフィー、ラミノパチーとともに強い細胞浸潤を示すことがある。
LGMD2C-2F サルコグルカノパチー=
ジストロフィン結合タンパクにジストログリカン、サルコグリカン、サルコスパンなどがあり、サルコグリカン遺伝子変異を持つものがサルコグルカノパチーである。サルコグルカノパチーには LGMD2C、 LGMD2D、 LGMD2E、 LGMD2Fの4種類があり、それぞれどのサブユニットの遺伝子の異常かの違いである。

#### 顔面肩甲上腕型筋ジストロフィー
顔面肩甲上腕型筋ジストロフィー（facioscapulohumeral dystrophy：FSHD）では顔面筋、前鋸筋、腹直筋、腰部傍脊柱筋などが萎縮しやすく、三角筋、肩甲挙筋などが残存しやすい。萎縮はpathyに生じ、ある時点からat randomに一部の骨格筋が萎縮し始めることがみられる。進行すると下肢にも筋力低下は起こり、顔面に筋力低下がない場合もある。本症では筋罹患に左右差があるのが特徴的である。4q35の欠失である常染色体優性遺伝のFSHD1が多い。しかし孤発例も30％ほどにみられる。筋萎縮をきたす遺伝子発現の亢進が病態と考えられている。
診断は臨床所見の確認が最も重要であり、筋罹患分布の確認に筋CTが有用である。筋生検の臨床的な有用性は低く、臨床診断の確定はDNA診断になる。合併症は兎眼や網膜血管腫による視機能低下に注意が必要である。進行例では呼吸障害の対応も必要である。筋病理では筋線維の大小不同、壊死や再生所見などジストロフィー変化の他、血管周囲の炎症細胞浸潤がみられることがある。このため多発筋炎が病理学的には鑑別にあがる。

#### エメリ・ドレフェス型筋ジストロフィー
エメリ・ドレフェス型筋ジストロフィー（EDMD）は筋ジストロフィー、関節拘縮、心伝導障害と伴う心筋症を特徴とするまれな遺伝性筋疾患である。筋力低下の目立つ前から足関節や肘関節の拘縮が認められる点が本疾患の特徴である。しばしばアキレス腱延長術が施行される。頸部の前屈制限も目立ち強直性脊椎症候群と診断されている場合もある。思春期以降に重篤な心伝導障害と心筋症の合併をきたし、高率に突然死をきたすため、定期的な心機能の評価の上、除細動装置付きペースメーカーの装着が必須となる。原因遺伝子はこれまで6つ同定されている。エメリンなど核膜蛋白の欠損が原因となりLGMD1B（ラミノパチー）と臨床症状は似ている。

#### 三好型筋ジストロフィー
三好型筋ジストロフィーは常染色体劣性遺伝であり、原因遺伝子はジスフェルリンでありLGMD2B（ジスフェルリノパチー）と同様である。若年者に発症し比較的急速な経過をとる。腓腹筋が好んで侵されるのが大きな特徴である。筋病理では筋線維の大小不同がみられ貪食反応を伴う壊死線維と好塩基性の胞体をもつ再生繊維を散在性に認める。本症では壊死・再生線維は群をなして存在しないし過収縮線維も少ない。

### 遠位型ミオパチー
遠位型ミオパチーにはWalader遠位型ミオパチー、脛骨筋ジストロフィー（Udd型遠位型ミオパチー）、Markesbery-Griggs遠位型ミオパチー、Laing遠位型ミオパチー、三好型筋ジストロフィー、縁取り空胞を伴う遠位型ミオパチー、筋原線維ミオパチーの7種類が知られている。Walader遠位型ミオパチー、Udd型遠位型ミオパチー、Markesbery-Griggs遠位型ミオパチーは常染色体優性遺伝であり通常40歳以降に発症する遅発性疾患である。Walader遠位型ミオパチーは手首と手指の進展が障害されるが、その他の遠位型ミオパチーは前脛骨筋の筋力低下がおこり進行性の下垂足を起こす。Laing遠位型ミオパチーは前脛骨筋の筋力低下からはじまる優性遺伝の遠位型ミオパチーであるが小児期または成人早期に発症する。三好型遠位型筋ジストロフィー、縁取り空胞を伴う遠位型ミオパチーはともに常染色体劣性遺伝であり10歳代後半から20歳代という早い時期に発症することを特徴とする。三好型筋ジストロフィーは腓腹筋が発症時より優位に障害されるが縁取り空胞を伴う遠位型ミオパチーでは前脛骨筋の筋力低下を起こす。

#### 縁取り空胞を伴う遠位型ミオパチー（DMRV）
常染色体劣性遺伝の遠位型ミオパチーである。シアル酸合成系の律速酵素であるGGNEの変異が原因である。日本人におよそ400人ほど患者がいると推察されている。幼児期には明らかな異常はない。10代前半から40代までに発症するのがほとんどであり。初発症状は歩行に関するものでつま先に力が入らない、スリッパが脱げやすい、階段昇降がうまくいかないなどである。発症から歩行不能まで13から16年程度であるがばらつきが大きいのが特徴である。CK値の上昇はないかあっても軽度である。神経伝導速度検査は正常である。筋病理では縁取り空胞（RV）が極めて多く、その他の変性所見（筋線維の壊死とそれに続く再生など）に欠けるためRV形成が筋線維の萎縮、消失に主な役割を果たしていると考えられる。ステロイドが無効であり有効な治療法がないがシアル酸の補充で改善できる可能性がある。

### 筋強直症候群
筋強直性ジストロフィー1（DM1）が代表的な疾患である。人口10万人あたり4.9〜5.5人とされており、成人では最も頻度の高い遺伝性筋疾患である。プロテインキナーゼであるDMPK遺伝子の3'側非翻訳領域にあるCTGリピートが原因の常染色体優性遺伝の疾患である。正常ではCTGリピートは5〜35回であるが、患者では50〜2,000回になる。異常伸長したリピートをもつ遺伝子から転写された異常RNAが病態の中核となる。伸長したリピートがヘアピン構造をとり、細胞質へ輸送されず核内でRNA凝集体を形成する。核内のRNA凝集体によって選択的スプライシングを制御するMBNLなど蛋白が絡め取られる。MBNLなどが枯渇することによって様々なスプリ寝具異常が起こる。例えば骨格筋型塩化物イオンチャネルがスプライシング異常で不全型になることでミオトニーが生じる。
臨床症状は多彩である。筋強直や筋萎縮以外に心伝導障害、耐糖能障害、認知機能障害、白内障など多彩な全身症状を示す。筋強直は自覚的には10〜30歳に出現することが多い。顔面筋の筋力低下と筋強直のため、表情に乏しく、上眼瞼は下垂気味で頬がこけたような斧状顔貌をみる。筋力低下は四肢遠位からのことが多い。筋病理では初期から核の数が増加し、高頻度に内在核を認める。sarcoplasmic massが特徴的である。不整脈など突然死を防ぐために定期的な経過観察が必要である。

### 先天性ミオパチー
先天性ミオパチーは稀な疾患であり、筋に特殊な組織化学的異常および構造的異常が見られることで筋ジストロフィーと区別される。セントラルコア病、ネマリンミオパチー、中心核ミオパチーなどが知られている。

### 代謝性ミオパチー
代謝性ミオパチーとしては糖原病と脂質代謝異常症によるものが知られている。

#### 糖原病
グリコーゲン代謝に関与する酵素の先天的な異常で発症する疾患群である。骨格筋が中心に侵される病型を筋型といい、II型、III型、V型、VII型が代表例である。II型とIII型は大量の筋内グリコーゲン蓄積に伴う進行性の筋力低下、V型とVII型は運動負荷後の筋痛と横紋筋融解症を主徴とする。もっとも多いとされるII型Pompe病は日本に400〜500人と推定されている。
ポンペ病 （Pompe病）
ライソソームに存在するαグルコシダーゼ（酸性マルターゼ）欠損症であり常染色体劣性遺伝である。全身組織（特に筋と肝臓）に大量のグリコーゲンが蓄積する。発症年齢、罹患臓器、予後の違いから乳児型、小児型、成人型の3タイプに分かれる。乳児型は2歳までに死亡する。小児型はデュシェンヌ型筋ジストロフィーのような経過になり20歳までに死亡する。成人型は20〜30歳以降に緩徐進行性の近位筋優位のミオパチーとして発症する。成人型の場合、歩行可能な時点で呼吸不全が起こりえる点がポンペ病では特徴的である。 四肢筋力低下よりも呼吸筋力低下が先に進行し、早朝の頭痛、夜間の不眠で発症することも多い。早期からの呼吸筋筋力低下は成人型ポンペ病を疑う手がかりになる。早期からの呼吸筋筋力低下は筋原線維性ミオパチーやネマリンミオパチーでも認められるためポンペ病の重要な鑑別疾患となる。原因不明の血清CK値上昇、近位筋力低下、呼吸筋の筋力低下の3つのうち一つでも認められればポンペ病を考慮する。先に述べた筋原線維性ミオパチーやネマリンミオパチー以外に他の代謝性筋疾患をはじめ肢体型筋ジストロフィー、抗ミトコンドリア抗体陽性筋炎など炎症性筋疾患、重症筋無力症などが鑑別になる。筋病理では筋線維内にグリコーゲンの蓄積と酸ホスファターゼ活性の上昇した空胞の多発が観察される。しかし遅発型Pompe病では筋生検で正常な例も存在する。乾燥ろ紙血のよる酵素活性測定や遺伝子解析で診断ができる。αグルコシダーゼ静注製剤（マイオザイム®）の投与（酵素補充療法）で筋力も改善しうる。

#### 脂質代謝異常症
脂質蓄積ミオパチーは脂質代謝異常によって筋に脂質が以上に蓄積して発症するまれな代謝性筋疾患である。臨床症状では乳児型では筋トーヌスの低下、肝腫大、心肥大、脳症がみられ遅発型では進行性の筋力低下を伴うものと反復性の横紋筋融解症を伴うものがあり、前者では病理学的に筋線維内に多数の脂肪滴を認めるが後者ではほとんどみられず、診断には生化学、遺伝子診断が有用である。
原発性カルニチン欠損症
中性脂肪はカルニチンと結合してアシルカルニチンにとなってミトコンドリア内に取り込まれる。カルニチンが欠損すると中性脂肪をエネルギーとして利用することができない。原発性カルニチン欠損症の遅発型はミオパチーをしめす。常染色体劣性遺伝であり、大量のカルニチンの経口投与で症状が軽快する。
カルニチンパルミトイルトランスフェラーゼ（CPT）欠損症
CRTはアシルカルニチンがミトコンドリア内膜を通過する際に必要な酵素である。長時間の運動、寒冷、飢餓によって誘発される反復性の筋痛、筋力低下、ミオグロビン尿や横紋筋融解症が特徴的である。生検筋のCPT酵素活性で診断できる。

#### ホルモン異常によるもの
甲状腺ミオパチー

ステロイド・ミオパチー
アジソン病などのステロイドホルモン不足でも、クッシング病・ステロイド薬服用のようなステロイドホルモン過剰でもミオパチーが出現する。

### 炎症性筋疾患
筋炎は筋炎特異的自己抗体の発見と筋病理学の進歩により分類が大きく変わりつつある。自己抗体が次々と明らかになり臨床病理学的特徴が異なることが明らかになったこと、従来多発筋炎と病理学的に診断されていた例のほとんどが実際には封入体筋炎であったこと、臨床的に多発筋炎と診断されていた例の殆どが筋病理学的には免疫介在性壊死性ミオパチーであった。筋病理学的な立場では多発筋炎はもはや存在しない疾患との位置づけになっている。筋病理学を中心に炎症性筋疾患は皮膚筋炎、抗合成酵素症候群、免疫介在性壊死性ミオパチー、封入体筋炎に分類されることが一般的になった。

#### 皮膚筋炎（dermatomyositis）
皮膚筋炎は典型的には亜急性の経過でゴットロン徴候やヘリオトロープ疹といった特徴的な皮疹と近位筋優位の筋力低下を示す。5つの皮膚筋炎特異的自己抗体が同定されており、陽性自己抗体により特徴が多少異なる。成人例で最も多いのが抗TIF1-γ抗体であり高頻度に悪性腫瘍を合併する。小児では抗NXP-2抗体陽性が多い。筋症状に関しては通常は四肢近位筋や頸部の筋力低下を示す。無筋症性皮膚筋炎では筋症状が目立たず、その場合は抗MDA5抗体陽性であることが多い。CK値は様々であるが、抗MDA5抗体陽性例では正常値から軽度上昇であることが多い。抗Mi抗体陽性例では大半が1000以上である。骨格筋MRIでは、しばしば筋膜にアクセントを伴う浮腫性変化を認める。皮下浮腫を認める例もある。皮膚・筋以外の症状として重要なのは間質性肺炎である。特に抗MDA5抗体陽性の無筋症性皮膚筋炎では急速進行性間質性肺炎を合併することが多い。

#### 抗合成酵素症候群（anti-synthetase syndrome、ASS）
抗アミノアシルtRNA合成酵素（aminoacyl-tRNA synthetase、ARS）抗体陽性の筋炎例を総称して抗合成酵素症候群（anti-synthetase syndrome、ASS）または抗ARS抗体症候群と呼ぶ。抗ARS抗体は理論上のものを含め10種類が知られている。抗Jo-1抗体、抗OJ抗体、抗PL-7抗体の頻度が高い。臨床的には、筋炎に加えて間質性肺炎、メカニクスハンドなどの皮膚症状、多発関節炎、発熱、レイノー現象などを合併する。抗合成酵素症候群の間質性肺炎は抗MDA5抗体陽性例で典型的に認められる急速進行性間質性肺炎と異なり慢性に経過することが多い。皮膚筋炎では多発関節炎やレイノー現象を認めることは稀であり鑑別に有用である。筋症状は抗Jo-1抗体、抗OJ抗体、抗PL-7抗体で目立つ傾向があり、CKも高値になる。抗EJ抗体や抗PL-12抗体陽性例では間質性肺炎主体で筋炎症状は軽度であることが多い。CKも正常か、上昇しても軽度である。骨格筋MRIでは皮膚筋炎と同様、浮腫性変化は筋膜主体であることが多い。皮下にも浮腫を認めることがある。

#### 免疫介在性壊死性ミオパチー（immune-mediated necrotizing myopathy、IMNM）
免疫介在性壊死性ミオパチーに特異的な自己抗体としては抗SRP抗体と抗HMGCR抗体が知られている。歴史的には抗HMGCR抗体はスタチン誘発性免疫介在性壊死性ミオパチーに特異的な抗体として報告されたが、その後検討では抗HMGCR抗体陽性の免疫介在性壊死性ミオパチーのうちスタチン内服歴があったのは18％に過ぎなかった。スタチン内服は免疫介在性壊死性ミオパチーのリスク因子ではあるが原因とは言えない。SRPもHMGCRも筋線維膜上に発現しており、自己抗体がこの抗原に結合する。その結果C1qが誘導され、古典経路を介して順次補体が活性化される。最終的にC5b-9からなる膜侵襲複合体（membrane attack complex、MAC）が筋線維膜上に形成され、筋線維膜に穴があくため筋線維が壊死する。
抗SRP抗体陽性壊死性ミオパチー、抗HMGCR抗体陽性壊死性ミオパチーのいずれも30歳代およびそれ以上の例が約90％を占める。小児例は筋ジストロフィーとの鑑別が非常に難しく筋生検を含む検査が必要となる。
典型的には亜急性に近位筋優位に筋力低下をきたす。筋症状としては筋力低下のほか、筋萎縮を認めることが特徴的で、比較的筋痛も伴うことが多い。傍脊柱筋、嚥下に関係する筋や顔面の障害も伴うことがある。また首下がりや嚥下障害もよく認められる。慢性に経過した一部の抗SRP抗体陽性例は顔面肩甲上腕型筋ジストロフィーが鑑別となる。皮疹、関節炎、間質性肺炎、心筋炎を伴うこともあるが筋外症状は比較的少ない。CKは大半の症例で1000以上の高値を示す。骨格筋ではびまん性の淡い浮腫性変化を筋内に認めることが多い。

#### 封入体筋炎（inclusion body myositis、IBM）
50歳以降に発症し、男性にやや多い。手指屈筋群、特に深指屈筋が障害されやすくボタンをかけられない、ペットボトルのキャップを開けられないといった訴えが多い。大腿四頭筋も障害されることが多い。進行性の筋力低下と筋委縮を認め、しばしば症状は左右非対称である。発症5年で日常生活に支障をきたす。嚥下障害は60％以上に認められるが呼吸筋や心筋は障害されにくい。血清CK値は正常から正常上限10倍程度まで増加する。筋MRIでは大腿四頭筋および腓腹筋内側頭に脂肪置換と浮腫性変化を認める。大腿四頭筋のうち大腿直筋は相対的にやや保たれる傾向がある。細胞質5’-ヌクレオチダーゼ（cN1A）に対する自己抗体が一部で検出される。病態機序は不明であるが変性や蛋白分解経路の異常、免疫系の異常が示唆されている。

#### オーバーラップ症候群（overlap syndrome）
膠原病に筋炎を合併することがある。2つ以上の膠原病の診断基準を満たした場合はオーバーラップ症候群という。合併する筋炎は免疫介在性壊死性ミオパチー、皮膚筋炎、非特異的筋炎など様々であるが免疫介在性壊死性ミオパチーの頻度が高い。このような例のなかには抗Ku抗体陽性例が一定数存在する。

#### 肉芽腫性ミオパチー（granulomatous myopathy）
乾酪性の肉芽腫を認めた場合は結核など抗酸菌による肉芽腫を考慮するが日本では筋内に認める肉芽腫をほぼ非乾酪性肉芽腫である。筋内に非乾酪性肉芽腫を認めた場合はまずはサルコイドーシスを疑う。筋内の非乾酪性肉芽腫はサルコイドーシスだけではなく、封入体筋炎、抗ミトコンドリアM2抗体陽性筋炎などでも認められる。筋のみで非乾酪性肉芽腫が認められる場合はサルコイドーシスと診断するのは難しい。

## 筋肉の萎縮
筋肉を思い通りに動かすには、筋肉が正常に機能するとともに、筋肉に動かす指令を伝える神経が正常に機能しなければならない。したがって、どちらか一方にでも問題があれば、結果として筋肉は思い通りには動かせなくなってしまう。筋肉は絶えずある程度の負荷を与えなければ、萎縮していく運命にある。健常人は特に運動をしなくても、日常生活をしているだけで筋肉には最低限の負荷が与えられるため、問題となることはほとんどない。すなわち、普通に生活をしているだけでも、無意識のうちにかなりの筋力を使っているのである。ところが、筋原性であれ、神経原性であれ何らかの原因で筋肉に異常を来たし筋肉の動きに制約が生じてしまうと、筋肉は徐々に萎縮を始め、さらに筋力が低下してしまうという悪循環に陥ってしまう。

## 遺伝子疾患としての側面
ミオパチーに分類される疾患の多くは遺伝子疾患である。骨格筋は筋細胞からなる筋繊維が束となっており、筋肉を構成する細胞と種々のタンパク質が、複雑かつ精巧なネットワークを形成して筋肉という組織を形づくり機能させている。遺伝子の塩基配列はタンパク質のアミノ酸配列を指定する設計図であり、遺伝子に異常があれば異常なタンパク質が生成される結果となる。この異常なタンパク質で構成された筋肉は何らかの欠陥をかかえており、どの遺伝子（タンパク質）にどんな異常があるかによっても様相は異なるが、時には致命的となる場合もある。上述した筋ジストロフィーにもいくつかのタイプが存在するが、デュシェンヌ型筋ジストロフィーは骨格筋を構成するジストロフィンという巨大なタンパク質をコードするdystrophin遺伝子の変異によるものであり、変異の様式により、重度なデュシェンヌ型と軽度なベッカー型に分類されている。筋肉を構成するタンパク質には巨大なものが多く、同じ遺伝子内の変異でも、変異の様式により症状に違いが生じ得る。また、代謝に重要なミトコンドリアもDNA（遺伝子）を保持しているが、ミトコンドリアDNAに変異があれば、筋肉などのエネルギー消費の激しい組織に症状が現れることが多い。

## 治療法
ミオパチーは種類が多く原因も多岐にわたっている。したがって、治療法もそれぞれ異なってくるが、根本的な治療法がないものも多い。近年、筋ジストロフィーをはじめとする筋疾患のモデル動物の作製、治療法の開発が積極的に行われつつある。また、iPS細胞の開発は再生医療に大きなインパクトを与えたが、まだまだ発展途上の段階であり、本格的に臨床応用されるまでにはかなりの時間を要するものと考えられている。

## 引用
1. ↑  『病気がみえる vol.7 脳・神経』大日本印刷株式会社、2011年3月2日、302頁。
2. ↑  『病気がみえる vol.7 脳・神経』大日本印刷株式会社、2011年3月2日、302頁。
3. ↑  BMJ. 1998 317 991-995. PMID 9765171
4. ↑  医学生・研修医のための脳神経内科 改訂4版 p.400 ISBN 9784498328150
5. ↑  Neurology. 2006 May 23;66(10):1585-7. PMID 16717227
6. ↑  Neurology. 2003 Aug 12;61(3):316-21. PMID 12913190
7. ↑  JAMA Neurol. 2018 Dec 1;75(12):1528-1537. PMID 30208379
8. ↑  Curr Opin Neurol. 2019 Oct;32(5):704-714. PMID 31369423
9. ↑  Neurology. 2018 Feb 6;90(6):e507-e517. PMID 29330311
10. ↑  Ann Rheum Dis. 2019 Jan;78(1):131-139. PMID 30309969
11. ↑  Ann Rheum Dis. 2006 Dec;65(12):1635-8. PMID 16679430
12. ↑  Arthritis Rheum. 2004 Jan;50(1):209-15. PMID 14730618
13. ↑  Semin Arthritis Rheum. 2019 Dec;49(3):420-429. PMID 31109639
14. ↑  Mayo Clin Proc. 2017 May;92(5):826-837. PMID 28473041
15. ↑  封入体筋炎　診療の手引き